# Zolpidem
A zolpidem imidazopiridin csoportba tartozó altató, amely kémiailag mind a benzodiazepinektől, mind egyéb altató- és nyugtatószerektől különbözik.

## Hatása
Specifikus agonista hatást fejt ki a GABAA-receptoron elhelyezkedő omega-1 kötési helyen, melyet benzodiazepin-1 alegységnek is neveznek. Míg a benzodiazepinek nem szelektív módon kötődnek az omega receptor mindhárom alegységéhez, a zolpidem elsősorban az omega-1 alegységhez mutat affinitást. E receptor változást indukál a klorid ioncsatornákban, és ezáltal kiváltja a zolpidem specifikus szedatív hatását. Az omega-1 receptorok a központi idegrendszer számos helyén megtalálhatók: elsősorban a senso-motoros cortexben, valamint a substantia nigra pars reticulata, cerebellum str. moleculare, bulbus olfactorius, ventralis thalamicus komplex, pons, colliculus inferior, globus pallidus területén. Ez a viszonylagos szelektivitás lehet a magyarázata annak, hogy a zolpidem izomrelaxans és anticonvulsiv tulajdonsággal alig rendelkezik, valamint, hogy az alvás során a III-as és IV-es stádiumot (mély alvás) változatlan formában megőrzi. A zolpidem az elalvási időt és a felébredések számát csökkenti, növeli a teljes alvásidőt, a REM/nonREM arányt csak kevéssé befolyásolja, így az alvás szerkezete a fiziológiáshoz hasonlóvá válik. Ezek a hatások tipikus EEG eredményekkel is igazolhatók, melyek különböznek a benzodiazepineknél mért értékektől. Az egyes alvási fázisok relatív időtartamát vizsgálva igazolták, hogy a zolpidem megőrzi az alvás szerkezetét.
Egyéves tartamot meghaladó követéses vizsgálatokban sem észleltek ún. rebound insomniát, vagy megvonásos tüneteket.

## Jellemzői
Az üres gyomorból jól és gyorsan felszívódik. Hipnotikus hatása 30 percen belül jelentkezik, és a csúcs plazmakoncentrációt 1-2 órán belül eléri. Főleg nagyobb mennyiségű étel fogyasztása jelentősen megnyújthatja a felszívódás idejét, sebességét, és lecsökkentheti a hatóanyag csúcskoncentrációját a vérben. Terápiás adagja általában 10 mg, maximum 20 mg. A halálos adag magas; 400 mg-os dózist is túléltek. A vegyület a májban 7-8 óra alatt teljesen metabolizálódik (10 mg esetén). Központi idegrendszeri depresszánsok (alkohol, nyugtatók, altatók) fokozzák a hatását, beleértve a légzésdeprimáló hatást is.

## Mellékhatásai
A tipikus hipnotikus hatáson kívül (bódultság, egyensúlyzavar, szedáltság) a fényérzékenységet lehet még megemlíteni, illetve némely esetben pszichés reakciók is megfigyelhetőek (túl hangos, gyors beszéd, felfokozott idegállapotok), esetleg képzelgések, hallucinációk is.
Mellékhatásai főleg akkor jelentkeznek, ha a javasolt egyszeri dózist túllépik, ha nem biztosítják a gyors elalvás lehetőségét, illetve 7-8 óránál kevesebbet fordítanak alvásra. Ezen mellékhatások a következők lehetnek: álmosság, szédülés, fejfájás, emlékezetkiesés, kettőslátás, koncentrálóképesség csökkenése, depresszió, bradikardia.

## Fordítás
- Ez a szócikk részben vagy egészben  a   Zolpidem című angol Wikipédia-szócikk ezen változatának fordításán alapul.  Az eredeti cikk szerkesztőit annak laptörténete sorolja fel. Ez a jelzés csupán a megfogalmazás eredetét és a szerzői jogokat jelzi, nem szolgál a cikkben szereplő információk forrásmegjelöléseként.